# 매개변수 방정식

나비 곡선은 와 의 매개변수 방정식으로 정의될 수 있다.

수학에서 매개변수 방정식(영어: Parametric equation)은 점의 좌표와 같은 여러 양을 매개변수라고 하는 하나 또는 여러 변수의 함수로 표현한다.
하나의 매개변수가 있는 경우, 매개변수 방정식은 움직이는 점의 궤적을 표현하는 데 흔히 사용되며, 이 경우 매개변수는 종종 시간이지만 필수는 아니며, 점은 매개변수 곡선(영어: parametric curve)이라고 하는 곡선을 그린다. 두 개의 매개변수가 있는 경우, 점은 매개변수 곡면(영어: parametric surface)이라고 하는 곡면을 그린다. 모든 경우에 이 방정식들은 총체적으로 매개변수 표현(영어: parametric representation)이라 불리며, 또는 매개변수 시스템(영어: parametric system)이라 불린다. 또는 객체의 매개변수화(영어: parameterization, 또는 parametrization, parametrisation이라고도 표기)라 불린다.
예를 들어,
{\displaystyle {\begin{aligned}x&=\cos t\\y&=\sin t\end{aligned}}}
라는 방정식은 단위원의 매개변수 표현을 형성하며, 여기서 t는 매개변수이다. 즉, (x, y)는 이 두 방정식이 그 점을 생성하는 t 값이 있을 때 단위원 위에 있다. 때로는 개별 스칼라 출력 변수에 대한 매개변수 방정식을 벡터의 단일 매개변수 방정식으로 결합하기도 한다.
{\displaystyle (x,y)=(\cos t,\sin t).}
매개변수 표현은 일반적으로 유일하지 않으므로 (아래 "2차원 예제" 섹션 참조) 동일한 양을 여러 다른 매개변수화로 표현할 수 있다.
곡선과 곡면 외에도 매개변수 방정식은 더 높은 차원의 다양체와 대수적 다양체를 기술할 수 있으며, 이때 매개변수의 수는 다양체 또는 다양체의 차원과 같고, 방정식의 수는 다양체 또는 다양체가 고려되는 공간의 차원과 같다 (곡선의 경우 차원은 1이고 하나의 매개변수가 사용되며, 곡면의 경우 차원은 2이고 두 개의 매개변수가 사용되는 식이다).
매개변수 방정식은 운동학에서 흔히 사용되며, 여기서 물체의 궤적은 시간을 매개변수로 하는 방정식으로 표현된다. 이러한 응용 때문에 단일 매개변수는 종종 t로 표기되지만, 매개변수는 다른 물리량(예: 기하학적 변수)을 나타내거나 편의상 임의로 선택될 수도 있다. 매개변수화는 유일하지 않다. 하나 이상의 매개변수 방정식 집합이 동일한 곡선을 지정할 수 있다.

## 음함수화
매개변수 방정식 집합을 단일 음함수 방정식으로 변환하는 것은 동시 방정식 {\displaystyle x=f(t),\ y=g(t)}에서 변수 t를 제거하는 것을 포함한다. 이 과정을 음함수화라고 한다. 이 방정식 중 하나를 t에 대해 풀 수 있다면, 얻은 표현을 다른 방정식에 대입하여 x와 y만 포함하는 방정식을 얻을 수 있다. {\displaystyle y=g(t)}를 풀어 {\displaystyle t=g^{-1}(y)}를 얻고 이를 {\displaystyle x=f(t)}에 사용하면 명시적 방정식 {\displaystyle x=f(g^{-1}(y))}를 얻는 반면, 더 복잡한 경우에는 {\displaystyle h(x,y)=0} 형태의 음함수 방정식을 얻게 된다.
매개변수화가 유리 함수로 주어질 경우
{\displaystyle x={\frac {p(t)}{r(t)}},\qquad y={\frac {q(t)}{r(t)}},}
여기서 p, q, r은 서로소인 다항식 집합일 때, 종결식 계산을 통해 음함수화할 수 있다. 보다 정확히 말하면, 음함수 방정식은 t에 대한 xr(t) – p(t)와 yr(t) – q(t)의 종결식이다.
더 높은 차원(두 개 이상의 좌표 또는 하나 이상의 매개변수)에서 유리 매개변수 방정식의 음함수화는 그뢰브너 기저 계산으로 수행할 수 있다. 그뢰브너 기저 § 더 높은 차원에서의 음함수화를 참조하라.
반지름이 a인 원의 예를 들면, 매개변수 방정식
{\displaystyle {\begin{aligned}x&=a\cos(t)\\y&=a\sin(t)\end{aligned}}}
는 피타고라스 삼각 항등식을 통해 x와 y로 음함수화될 수 있다.
{\displaystyle {\begin{aligned}{\frac {x}{a}}&=\cos(t)\\{\frac {y}{a}}&=\sin(t)\\\end{aligned}}}
이고
{\displaystyle \cos(t)^{2}+\sin(t)^{2}=1}
이므로,
{\displaystyle \left({\frac {x}{a}}\right)^{2}+\left({\frac {y}{a}}\right)^{2}=1}
을 얻고, 따라서
{\displaystyle x^{2}+y^{2}=a^{2}}
는 원점을 중심으로 하는 원의 표준 방정식이다.

## 매개변수 평면 곡선

### 포물선
포물선에 대한 가장 간단한 방정식인
{\displaystyle y=x^{2}}
는 자유 매개변수 t를 사용하여 다음과 같이 (자명하게) 매개변수화될 수 있다.
{\displaystyle x=t,y=t^{2}\quad \mathrm {for} -\infty <t<\infty .}

### 명시적 방정식
더 일반적으로, 명시적 방정식으로 주어진 모든 곡선
{\displaystyle y=f(x)}
은 자유 매개변수 t를 사용하여 다음과 같이 (자명하게) 매개변수화될 수 있다.
{\displaystyle x=t,y=f(t)\quad \mathrm {for} -\infty <t<\infty .}

### 원
더 정교한 예는 다음과 같다. 일반 (데카르트) 방정식
{\displaystyle x^{2}+y^{2}=1.}
으로 기술되는 단위를 고려해보자.
이 방정식은 다음과 같이 매개변수화될 수 있다.
{\displaystyle (x,y)=(\cos(t),\;\sin(t))\quad \mathrm {for} \ 0\leq t<2\pi .}
데카르트 방정식으로는 한 점이 원 위에 있는지 여부를 확인하기가 더 쉽다. 매개변수 버전으로는 그래프 상의 점을 얻기가 더 쉽다.
어떤 맥락에서는, 존재한다면 유리 함수(즉 두 다항식의 분수)만을 포함하는 매개변수 방정식이 선호된다. 원의 경우, 이러한 유리 매개변수화는 다음과 같다.
{\displaystyle {\begin{aligned}x&={\frac {1-t^{2}}{1+t^{2}}}\\y&={\frac {2t}{1+t^{2}}}\,.\end{aligned}}}
이 한 쌍의 매개변수 방정식으로, 점 (−1, 0)은 t의 실수 값으로 표현되지 않고, t가 무한대로 갈 때의 x와 y의 극한으로 표현된다.

### 타원
반축이 a와 b이고 표준 위치(원점 중심, 장축이 x-축을 따라 있음)에 있는 타원은 매개변수적으로 다음과 같이 표현될 수 있다.
{\displaystyle {\begin{aligned}x&=a\,\cos t\\y&=b\,\sin t\,.\end{aligned}}}
일반 위치에 있는 타원은 다음과 같이 표현될 수 있다.
{\displaystyle {\begin{alignedat}{4}x={}&&X_{\mathrm {c} }&+a\,\cos t\,\cos \varphi {}&&-b\,\sin t\,\sin \varphi \\y={}&&Y_{\mathrm {c} }&+a\,\cos t\,\sin \varphi {}&&+b\,\sin t\,\cos \varphi \end{alignedat}}}
매개변수 t가 0에서 2π까지 변할 때. 여기서 (Xc , Yc)는 타원의 중심이고, φ는 x-축과 타원의 장축 사이의 각도이다.
두 매개변수화는 반각 공식을 사용하고 {\textstyle \tan {\frac {t}{2}}=u\,}로 설정함으로써 유리적으로 만들 수 있다.

### 리사주 곡선

이고 인 리사주 곡선.

리사주 곡선은 타원과 유사하지만, x와 y 사인파는 위상이 다르다. 표준 위치에서 리사주 곡선은 다음으로 주어진다.
{\displaystyle {\begin{aligned}x&=a\,\cos(k_{x}t)\\y&=b\,\sin(k_{y}t)\end{aligned}}}
여기서 kx와 ky는 도형의 엽수(loves)를 나타내는 상수이다.

### 쌍곡선
동서로 열리는 쌍곡선은 매개변수적으로 다음과 같이 표현될 수 있다.
{\displaystyle {\begin{aligned}x&=a\sec t+h\\y&=b\tan t+k\,,\end{aligned}}}
또는 유리적으로
{\displaystyle {\begin{aligned}x&=a{\frac {1+t^{2}}{1-t^{2}}}+h\\y&=b{\frac {2t}{1-t^{2}}}+k\,.\end{aligned}}}
남북으로 열리는 쌍곡선은 매개변수적으로 다음과 같이 표현될 수 있다.
{\displaystyle {\begin{aligned}x&=b\tan t+h\\y&=a\sec t+k\,,\end{aligned}}}
또는 유리적으로
{\displaystyle {\begin{aligned}x&=b{\frac {2t}{1-t^{2}}}+h\\y&=a{\frac {1+t^{2}}{1-t^{2}}}+k\,.\end{aligned}}}
이 모든 공식에서 (h , k)는 쌍곡선의 중심 좌표이고, a는 반장축의 길이이며, b는 반단축의 길이이다. 이 공식의 유리 형식에서 점 (−a , 0)과 (0 , −a)는 각각 t의 실수 값으로 표현되지 않고, t가 무한대로 갈 때의 x와 y의 극한이다.

### 하이포트로코이드
하이포트로코이드는 반지름이 r인 원이 반지름이 R인 고정된 원의 내부를 따라 구를 때, 내부 원의 중심으로부터 거리 d에 있는 점이 그리는 곡선이다.

r = d인 하이포트로코이드
R = 5, r = 3, d = 5인 하이포트로코이드R = 5, r = 3, d = 5인 하이포트로코이드

하이포트로코이드에 대한 매개변수 방정식은 다음과 같다.

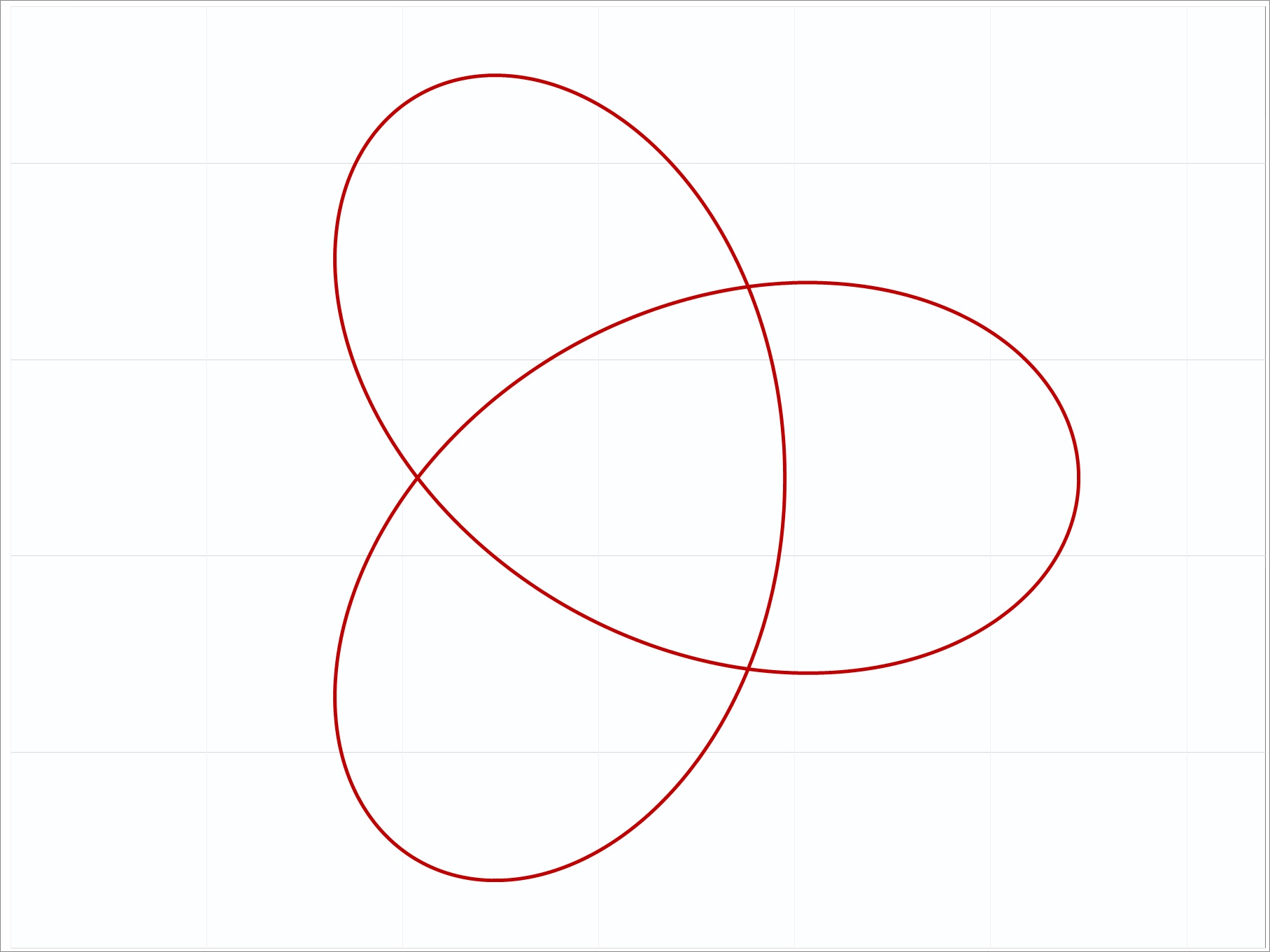
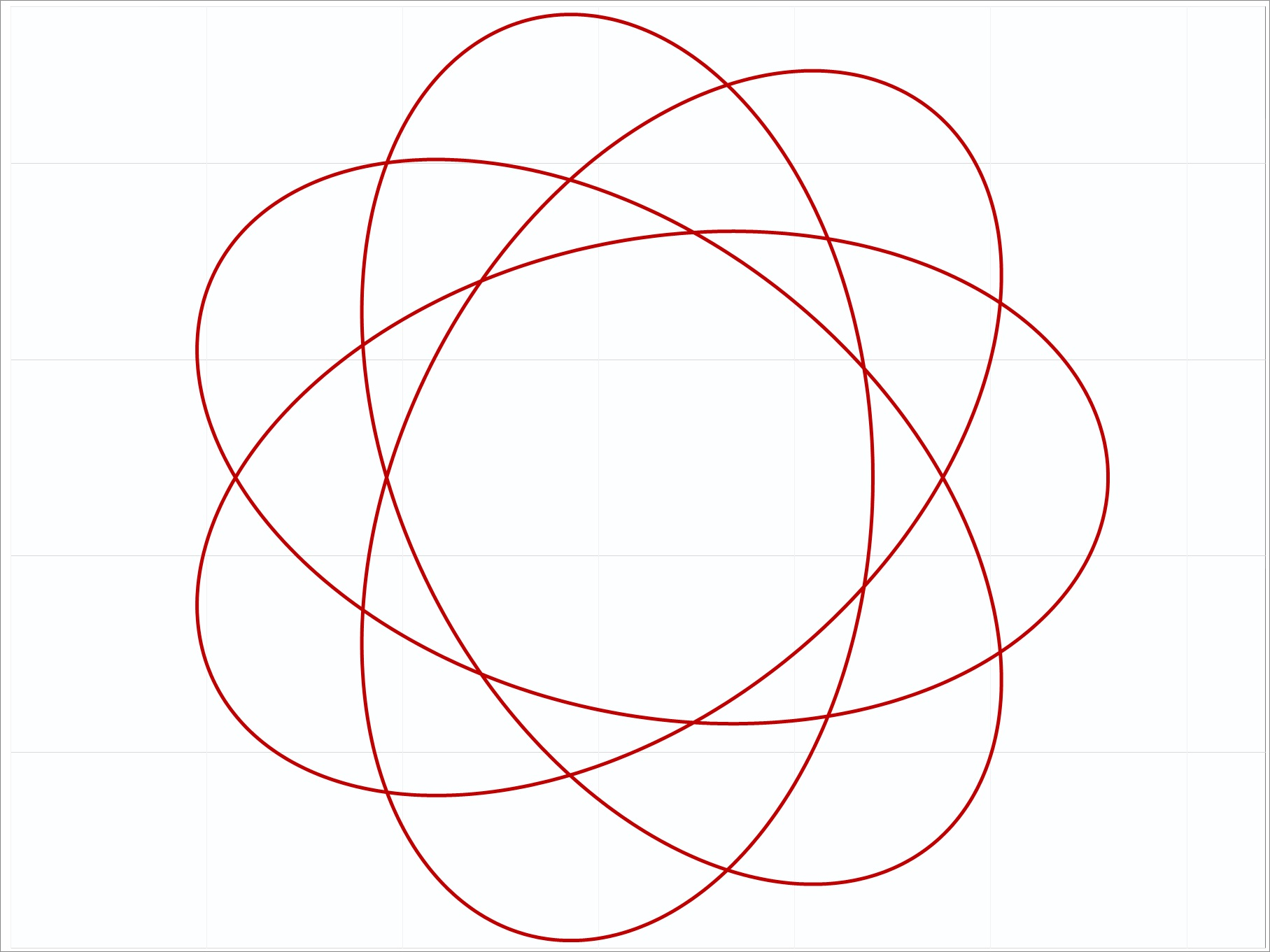
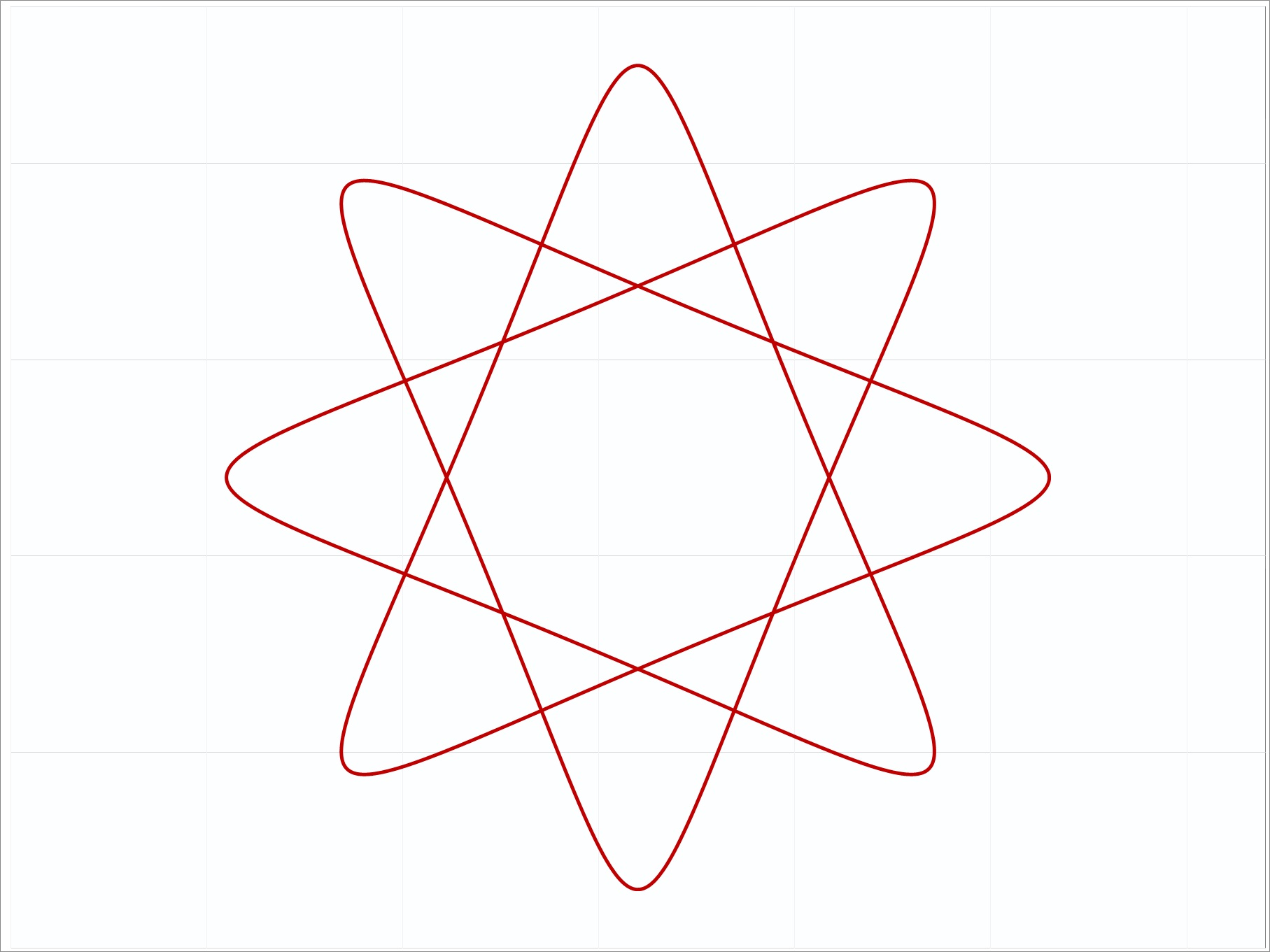
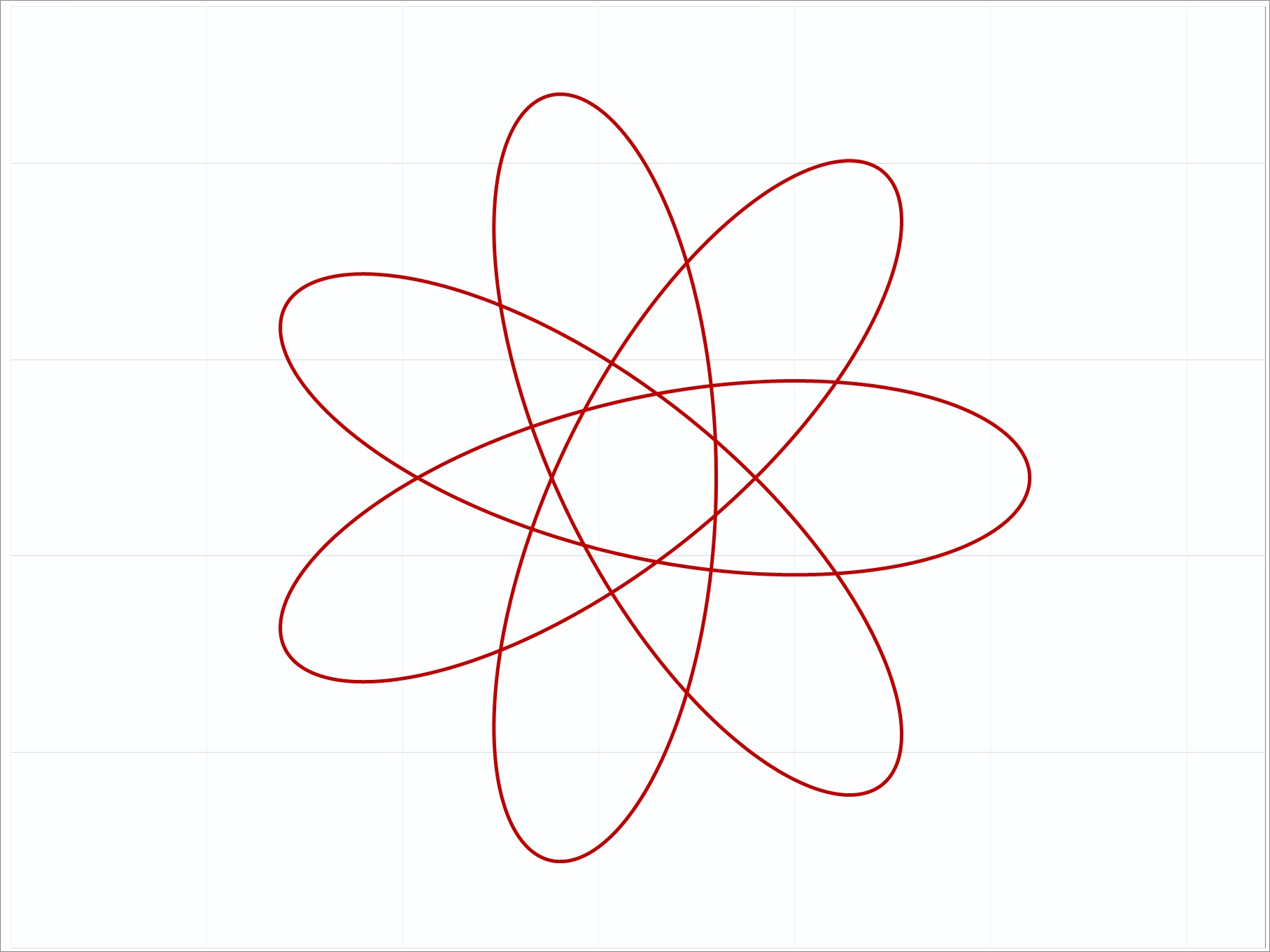
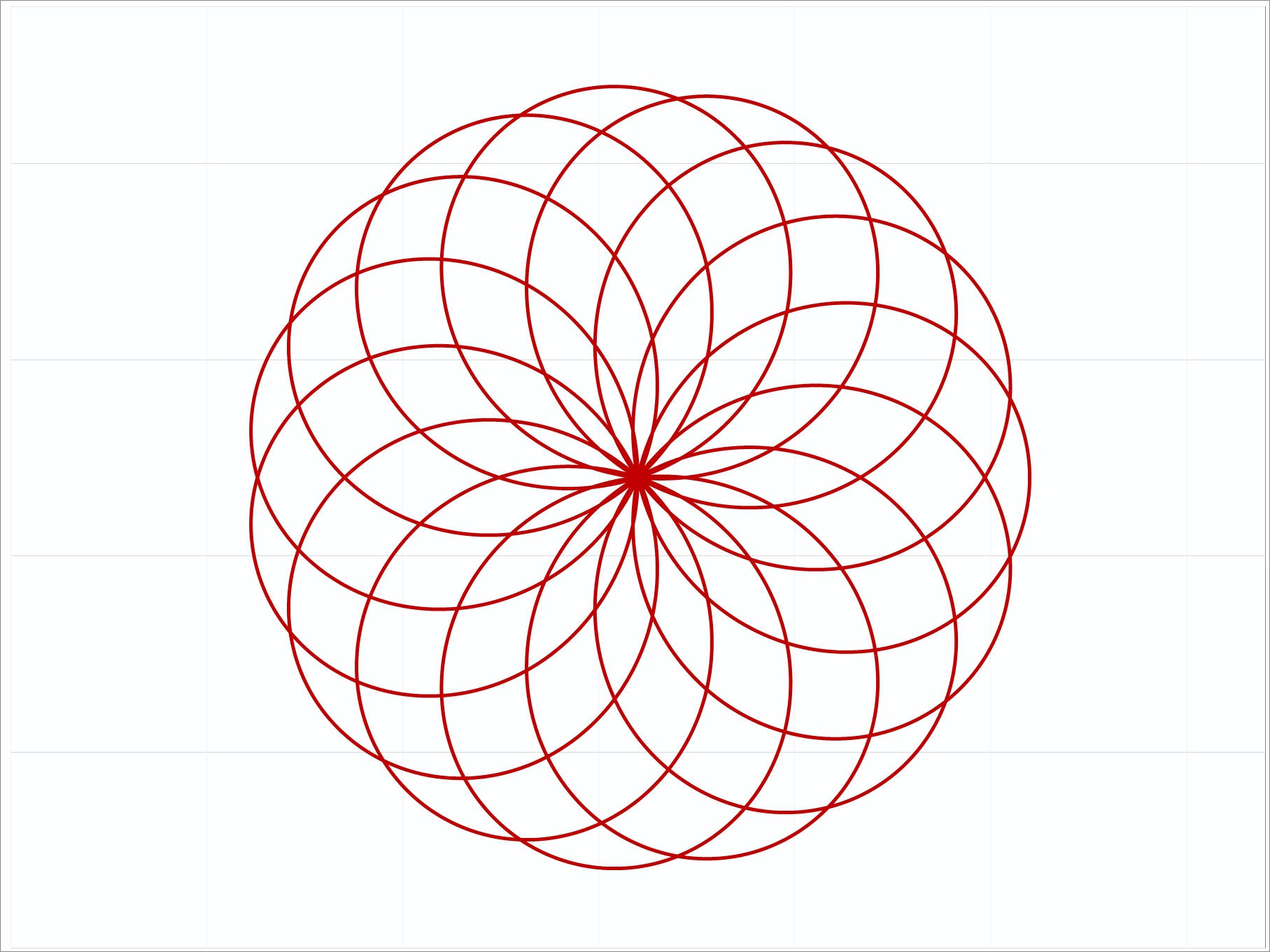

{\displaystyle {\begin{aligned}x(\theta )&=(R-r)\cos \theta +d\cos \left({R-r \over r}\theta \right)\\y(\theta )&=(R-r)\sin \theta -d\sin \left({R-r \over r}\theta \right)\,.\end{aligned}}}
몇 가지 예:
- R = 6 r = 4 d = 1
- R = 7 r = 4 d = 1
- R = 8 r = 3 d = 2
- R = 7 r = 4 d = 2
- R = 15 r = 14 d = 1

## 매개변수 공간 곡선

### 나선

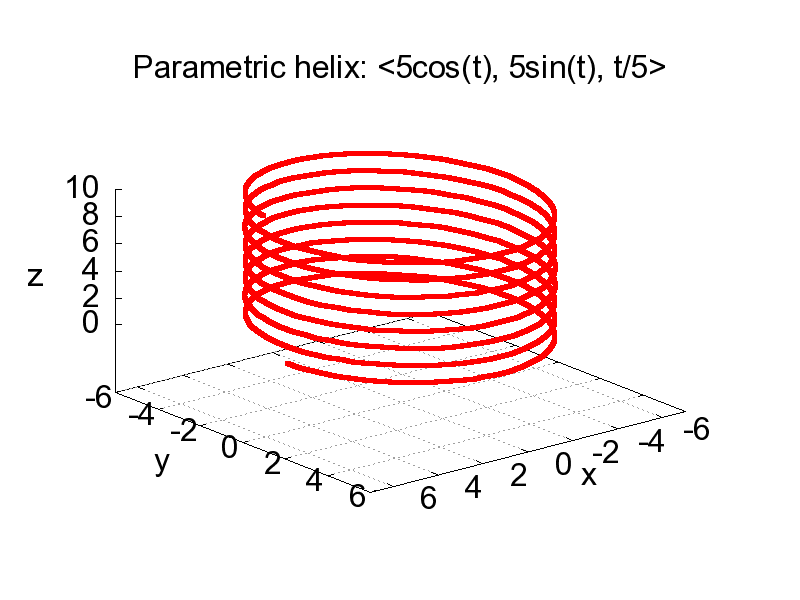
매개변수 나선

매개변수 방정식은 더 높은 차원의 공간에서 곡선을 설명하는 데 편리하다. 예를 들어:
{\displaystyle {\begin{aligned}x&=a\cos(t)\\y&=a\sin(t)\\z&=bt\,\end{aligned}}}
는 반지름이 a이고 한 바퀴 돌 때마다 2πb 단위씩 올라가는 3차원 곡선인 나선을 나타낸다. 이 방정식들은 평면에서 원에 대한 방정식과 동일하다.
위와 같은 표현은 흔히 다음과 같이 쓰인다.
{\displaystyle {\begin{aligned}\mathbf {r} (t)&=(x(t),y(t),z(t))\\&=(a\cos(t),a\sin(t),bt)\,,\end{aligned}}}
여기서 r은 3차원 벡터이다.

### 매개변수 곡면
큰 반지름 R과 작은 반지름 r을 가진 원환면은 매개변수적으로 다음과 같이 정의될 수 있다.

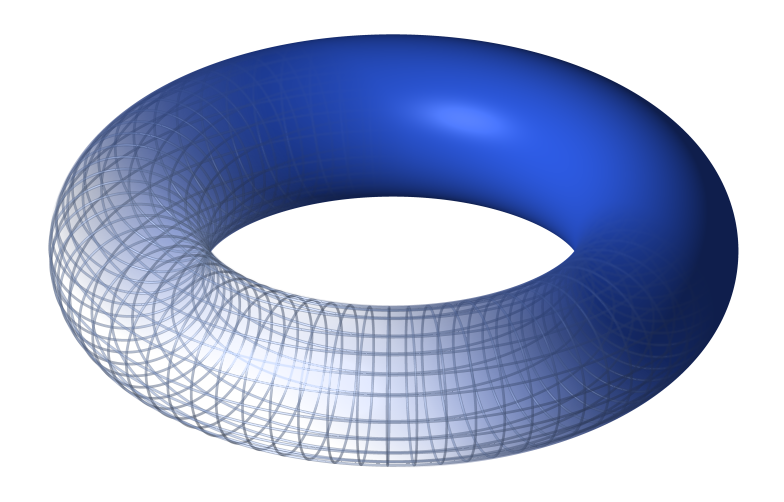
,

{\displaystyle {\begin{aligned}x&=\cos(t)\left(R+r\cos(u)\right),\\y&=\sin(t)\left(R+r\cos(u)\right),\\z&=r\sin(u)\,.\end{aligned}}}
여기서 두 매개변수 t와 u는 모두 0에서 2π까지 변한다.
- R = 2, r = 1/2

u가 0에서 2π까지 변할 때, 곡면 위의 점은 원환면의 구멍을 통과하는 짧은 원을 따라 움직인다. t가 0에서 2π까지 변할 때, 곡면 위의 점은 원환면의 구멍 주위를 도는 긴 원을 따라 움직인다.

### 직선
점 {\displaystyle \left(x_{0},y_{0},z_{0}\right)}를 지나고 벡터 {\displaystyle a{\hat {\mathbf {i} }}+b{\hat {\mathbf {j} }}+c{\hat {\mathbf {k} }}}에 평행한 직선의 매개변수 방정식은 다음과 같다.
{\displaystyle {\begin{aligned}x&=x_{0}+at\\y&=y_{0}+bt\\z&=z_{0}+ct\end{aligned}}}

## 응용

### 운동학
운동학에서 물체의 공간 경로(trajectory)는 일반적으로 매개변수 곡선으로 설명되며, 각 공간 좌표는 독립적인 매개변수(보통 시간)에 명시적으로 의존한다. 이런 방식으로 사용될 때, 물체의 좌표에 대한 매개변수 방정식 집합은 총체적으로 위치에 대한 벡터 함수를 구성한다. 이러한 매개변수 곡선은 항별로 적분되고 미분될 수 있다. 따라서 입자의 위치가 매개변수적으로 다음과 같이 기술된다면
{\displaystyle \mathbf {r} (t)=(x(t),y(t),z(t))\,,}
그러면 그것의 속도는 다음과 같이 찾을 수 있다.
{\displaystyle {\begin{aligned}\mathbf {v} (t)&=\mathbf {r} '(t)\\&=(x'(t),y'(t),z'(t))\,,\end{aligned}}}
그리고 그것의 가속도는 다음과 같다.
{\displaystyle {\begin{aligned}\mathbf {a} (t)&=\mathbf {v} '(t)=\mathbf {r} (t)\\&=(x(t),y(t),z(t))\,.\end{aligned}}}

### 컴퓨터 지원 설계
매개변수 방정식의 또 다른 중요한 사용은 컴퓨터 지원 설계 (CAD) 분야에 있다. 예를 들어, 다음 세 가지 표현을 고려해 보자. 이들은 모두 평면 곡선을 설명하는 데 일반적으로 사용된다.
| 종류     | 형식                                                                               | 예시                                                                   | 설명 |
| -------- | ---------------------------------------------------------------------------------- | ---------------------------------------------------------------------- | ---- |
| 명시적   | {\displaystyle y=f(x)\,\!}                                                         | {\displaystyle y=mx+b\,\!}                                             | 직선 |
| 음시적   | {\displaystyle f(x,y)=0\,\!}                                                       | {\displaystyle \left(x-a\right)^{2}+\left(y-b\right)^{2}=r^{2}}        | 원   |
| 매개변수 | {\displaystyle x={\frac {g(t)}{w(t)}};\,\!} {\displaystyle y={\frac {h(t)}{w(t)}}} | {\displaystyle x=a_{0}+a_{1}t;\,\!} {\displaystyle y=b_{0}+b_{1}t\,\!} | 직선 |
| 매개변수 | {\displaystyle x={\frac {g(t)}{w(t)}};\,\!} {\displaystyle y={\frac {h(t)}{w(t)}}} | {\displaystyle x=a+r\,\cos t;\,\!} {\displaystyle y=b+r\,\sin t\,\!}   | 원   |

각 표현은 CAD 응용 분야에 따라 장점과 단점이 있다.
명시적 표현은 매우 복잡하거나 심지어 존재하지 않을 수도 있다. 또한, 기하 변환, 특히 회전에서 잘 동작하지 않는다. 반면에, 매개변수 방정식과 음함수 방정식은 명시적 표현에서 쉽게 유도될 수 있으므로, 간단한 명시적 표현이 존재할 경우 다른 두 표현의 장점을 모두 갖는다.
음함수 표현은 곡선 위의 점을 생성하기 어렵게 만들고, 심지어 실제 점이 있는지 결정하는 것도 어렵게 만들 수 있다. 반면에, 주어진 점이 곡선 위에 있는지 또는 닫힌 곡선 내부에 있는지 외부에 있는지 결정하는 데에는 잘 적합하다.
이러한 결정은 매개변수 표현으로는 어려울 수 있지만, 매개변수 표현은 곡선 위의 점을 생성하고 이를 그리는 데 가장 적합하다.

### 정수 기하학
정수 삼각형의 수많은 문제는 매개변수 방정식을 사용하여 해결할 수 있다. 그러한 고전적인 해결책은 에우클레이데스의 직각삼각형 매개변수화로서, 변의 길이 a, b와 빗변 c가 서로소 정수이다. a와 b가 둘 다 짝수는 아니므로(그렇지 않으면 a, b와 c는 서로소가 아닐 것이므로), 이들을 교환하여 a가 짝수가 되도록 할 수 있으며, 그 매개변수화는 다음과 같다.
{\displaystyle {\begin{aligned}a&=2mn\\b&=m^{2}-n^{2}\\c&=m^{2}+n^{2}\,,\end{aligned}}}
여기서 매개변수 m과 n은 모두 홀수가 아닌 양의 서로소 정수이다.
a, b와 c를 임의의 양의 정수로 곱하면 세 변의 길이가 정수인 모든 직각삼각형의 매개변수화를 얻을 수 있다.

## 과소결정 연립방정식
n개의 미지수가 있는 연립 일차 방정식의 m개 방정식 시스템은 두 개 이상의 해를 가질 때 과소결정된다. 이는 시스템의 행렬과 그것의 첨가 행렬이 동일한 계수 r을 가지고 r < n일 때 발생한다. 이 경우, n − r개의 미지수를 매개변수로 선택하고 모든 미지수를 선택된 미지수들의 선형 결합으로 표현하는 매개변수 방정식으로 모든 해를 나타낼 수 있다. 즉, 미지수가 {\displaystyle x_{1},\ldots ,x_{n}}이라면, 해를 표현하기 위해 이들을 재정렬할 수 있다.
{\displaystyle {\begin{aligned}x_{1}&=\beta _{1}+\sum _{j=r+1}^{n}\alpha _{1,j}x_{j}\\\vdots \\x_{r}&=\beta _{r}+\sum _{j=r+1}^{n}\alpha _{r,j}x_{j}\\x_{r+1}&=x_{r+1}\\\vdots \\x_{n}&=x_{n}.\end{aligned}}}
이러한 매개변수 방정식을 시스템 해의 매개변수 형식이라고 한다.
해의 매개변수 형식을 계산하는 표준 방법은 가우스 소거법을 사용하여 첨가 행렬의 기약 행 사다리꼴을 계산하는 것이다. 그러면 매개변수로 사용할 수 있는 미지수는 어떤 주요 항목(즉, 행 또는 행렬에서 가장 왼쪽의 0이 아닌 항목)도 포함하지 않는 열에 해당하는 것이며, 매개변수 형식은 쉽게 유도될 수 있다.

## 같이 보기
- 곡선
- 매개변수 추정
- 위치 벡터
- 벡터 함수
- 호 길이로의 매개변수화
- 매개변수 미분

## 내용주
1. 1 2 3  Weisstein, Eric W. “Parametric Equations”. 《매스월드》.
2. ↑  Kreyszig, Erwin (1972). 《Advanced Engineering Mathematics》 3판. New York: Wiley. 291, 342쪽. ISBN 0-471-50728-8.
3. ↑  Burden, Richard L.; Faires, J. Douglas (1993). 《Numerical Analysis》 5판. Boston: Brookes/Cole. 149쪽. ISBN 0-534-93219-3.
4. ↑  Thomas, George B.; Finney, Ross L. (1979). 《Calculus and Analytic Geometry》 fif판. Addison-Wesley. 91쪽.
5. ↑  Nykamp, Duane. “Plane parametrization example”. 《mathinsight.org》. 2017년 4월 14일에 확인함.
6. ↑  Spitzbart, Abraham (1975). 《Calculus with Analytic Geometry》. Gleview, IL: Scott, Foresman and Company. ISBN 0-673-07907-4. 2015년 8월 30일에 확인함.
7. ↑  《Calculus: Single and Multivariable.》. John Wiley. 2012년 10월 29일. 919쪽. ISBN 9780470888612. OCLC 828768012.
8. ↑  Stewart, James (2003). 《Calculus》 5판. Belmont, CA: Thomson Learning, Inc. 687–689쪽. ISBN 0-534-39339-X.
9. ↑  Shah, Jami J.; Martti Mantyla (1995). 《Parametric and feature-based CAD/CAM: concepts, techniques, and applications》. New York, NY: John Wiley & Sons, Inc. 29–31쪽. ISBN 0-471-00214-3.
10. 1 2 3  
Anton, Howard; Rorres, Chris (2014) [1973]. 〈1.2 Gaussian Elimination〉. 《Elementary Linear Algebra》 11판. Wiley. 11–24쪽.